# Leichtathletik-Halleneuropameisterschaften 2021/Teilnehmer (Irland)
| Gelbes Symbol für Goldmedaillen mit stilisierten Olympischen Ringen | Graues Symbol für Silbermedaillen mit stilisierten Olympischen Ringen | Braundes Symbol für Bronzemedaillen mit stilisierten Olympischen Ringen |
| ------------------------------------------------------------------- | --------------------------------------------------------------------- | ----------------------------------------------------------------------- |
| —                                                                   | —                                                                     | —                                                                       |

Aus Irland starteten 11 Athletinnen und 12 Athleten bei den Leichtathletik-Halleneuropameisterschaften 2021 in Toruń.
Der irische Leichtathletikverband Athletics Ireland, nominierte zunächst 24 Athletinnen und Athleten, gleich viele Frauen wie Männer, und damit die größte Auswahl für Meisterschaften seit 1970.
Einige Rückschläge im Training und auch den plötzlichen Tod ihres ehemaligen Trainers Jeremy Kiernan hatte Ciara Mageean zu verkraften, was sie mit Blick auf eine optimale Vorbereitung für die Olympischen Spiele in Tokio zum Rückzug veranlasste.
Aus gesundheitlichen Gründen musste Darragh McElhinney seine Teilnahme absagen, für ihn wurde Brian Fay nachnominiert.

## Ergebnisse

### Frauen

#### Laufdisziplinen
| Athletin                | Disziplin   | Vorlauf     | Vorlauf | Halbfinale         | Halbfinale         | Finale             | Finale             |
| Athletin                | Disziplin   | Zeit        | Platz   | Zeit               | Platz              | Zeit               | Platz              |
| ----------------------- | ----------- | ----------- | ------- | ------------------ | ------------------ | ------------------ | ------------------ |
| Joan Healy              | 60 m        | 7,46 s      | 34      | nicht qualifiziert | nicht qualifiziert | nicht qualifiziert | nicht qualifiziert |
| Ciara Neville           | 60 m        | 7,37 s      | 22      | 7,37 s             | 20                 | nicht qualifiziert | nicht qualifiziert |
| Molly Scott             | 60 m        | 7,37 s      | 22      | nicht qualifiziert | nicht qualifiziert | nicht qualifiziert | nicht qualifiziert |
| Sophie Becker           | 400 m       | 53,31 s     | 26      | nicht qualifiziert | nicht qualifiziert | nicht qualifiziert | nicht qualifiziert |
| Phil Healy              | 400 m       | 52,00 s     | 1       | 52,41 s            | 7                  | 51,94 s =PB        | 4                  |
| Sharlene Mawdsley       | 400 m       | 53,68 s     | 33      | nicht qualifiziert | nicht qualifiziert | nicht qualifiziert | nicht qualifiziert |
| Síofra Cléirigh Büttner | 800 m       | 2:04,47 min | 10      | nicht qualifiziert | nicht qualifiziert | nicht qualifiziert | nicht qualifiziert |
| Georgie Hartigan        | 800 m       | 2:04,74 min | 11      | nicht qualifiziert | nicht qualifiziert | nicht qualifiziert | nicht qualifiziert |
| Nadia Power             | 800 m       | 2:03,16 min | 2       | 2:04,04 min        | 10                 | nicht qualifiziert | nicht qualifiziert |
| Michelle Finn           | 3000 m      | 9:05,44 min | 16      | –––                | –––                | nicht qualifiziert | nicht qualifiziert |
| Sarah Lavin             | 60 m Hürden | 8,06 s PB   | 13      | 8,07 s             | 9                  | nicht qualifiziert | nicht qualifiziert |

### Männer

#### Laufdisziplinen
| Dean Adams      | 60 m   | 6,89 s         | 59 | nicht qualifiziert | nicht qualifiziert | nicht qualifiziert | nicht qualifiziert |                    |                    |
| Israel Olatunde | 60 m   | 6,79 s         | 4  | nicht qualifiziert | nicht qualifiziert | nicht qualifiziert | nicht qualifiziert |                    |                    |
| Leon Reid       | 60 m   | 6,75 s         | 34 | nicht qualifiziert | nicht qualifiziert | nicht qualifiziert | nicht qualifiziert |                    |                    |
| Mark English    | 800 m  | 1:49,79 min    | 16 | 1:48,99 min        | 13                 | nicht qualifiziert | nicht qualifiziert | nicht qualifiziert | nicht qualifiziert |
| Cian McPhillips | 800 m  | 1:49,98 min    | 20 | 1:48,06 min        | 10                 | nicht qualifiziert | nicht qualifiziert |                    |                    |
| John Fitzsimons | 800 m  | 1:51,00 min    | 32 | nicht qualifiziert | nicht qualifiziert | nicht qualifiziert | nicht qualifiziert |                    |                    |
| Andrew Coscoran | 1500 m | 3:39,00 min    | 3  | –––                | –––                | 3:40,38 min        | 7                  |                    |                    |
| Luke McCann     | 1500 m | 3:41,25 min    | 16 | –––                | –––                | nicht qualifiziert | nicht qualifiziert |                    |                    |
| Paul Robinson   | 1500 m | 3:40,07 min    | 9  | –––                | –––                | 3:40,74 min        | 10                 |                    |                    |
| Brian Fay       | 3000 m | 7:56,13 min    | 18 | –––                | –––                | nicht qualifiziert | nicht qualifiziert |                    |                    |
| Seán Tobin      | 3000 m | 7:47,71 min PB | 5  | –––                | –––                | 7:58,11 min        | 11                 |                    |                    |
| John Travers    | 3000 m | 8:05,96 min    | 27 | –––                | –––                | nicht qualifiziert | nicht qualifiziert |                    |                    |